# Saint-Mars-de-Coutais
 Saint-Mars-de-Coutais  es una población y comuna francesa, situada en la región de Países del Loira, departamento de Loira Atlántico, en el distrito de Nantes y cantón de Machecoul.

## Demografía
| 1235 | 1231 | 1266 | 1518 | 1744 | 1858 |
| Para los censos de 1962 a 1999 la población legal corresponde a la población sin duplicidades (Fuente: INSEE [Consultar]) |      |      |      |      |      |